# Cophura tanbarki
Cophura tanbarki är en tvåvingeart som beskrevs av Wilcox 1965. Cophura tanbarki ingår i släktet Cophura och familjen rovflugor. Inga underarter finns listade i Catalogue of Life.